# Польстер, Мануэль
Мануэ́ль По́льстер (нем. Manuel Polster; родился 23 декабря 2002 года в Вене, Австрия) — австрийский футболист, вингер клуба «Маттерсбург».

## Клубная карьера
Польстер — воспитанник клубов «Лангенжерздорф», «Санкт-Пёлтен» и немецкого «Вольфсбург». В 2021 году Мануэль подписал контракт со «Штутгратом», но выступал только за дублирующий состав. Летом 2022 года Польстер вернулся в Австрию, став игроком венской «Аустрии». 18 сентября в матче против «Рида» он дебютировал в австрийской Бунделсиге. 23 октября в поединке против ЛАСКа Мануэль забил свой первый гол за «Аустрию». 

## Международная карьера
В 2019 в составе юношеской сборной Австрии Польстер принял участие в юношеском чемпионата Европы в Ирландии. На турнире он сыграл в матчах против команд Испании, Италии и Германии.